# Carlos de Passos
Carlos Fernandes de Passos (Porto, 24 de Dezembro de 1890 — Porto, 18 de Julho de 1958) foi um historiador, jornalista e publicista, que colaborou na monumental História de Portugal dirigida por Damião Peres e também nas revistas Terra portuguesa  (1916-1927) e Revista Municipal da Câmara Municipal de Lisboa.

## Biografia
Nasceu na cidade do Porto, oriundo de uma família com raízes em Ponte de Lima, onde possuíam propriedades.
Foi historiador, investigador regionalista e escritor com vasta obra publicada, nomeadamente sobre Ponte de Lima. Foi também vice-presidente da Câmara Municipal de Ponte de Lima.
A ligação a Ponte de Lima deve-se a ter vivido regularmente na Casa da Cruz da Pedra, na freguesia de Sá, herdada da família paterna.
Quando faleceu, da sua biblioteca privada foram doados cerca de dois mil livros à Biblioteca Municipal de Ponte de Lima. 
Foi distinguido com a comenda da Ordem de Afonso X, o Sábio (Orden Civil de Alfonso X el Sabio), da Espanha, e com a comenda da Ordem Suprema Militar do Templo de Jerusalém.